# Zweitplatzierung (Handel)
Zweitplatzierung oder auch Zweitdisplay bedeutet im Handel, dass einzelne Artikel im Einzelhandel neben der laufenden Belegung von Regalfläche an einem zweiten Standort der Verkaufsfläche platziert sind wie beispielsweise in Bodenstellern, Bodenschütten oder als Regaleinsätze.
Diese Warenpräsentation kann verschiedene Motive haben wie Sonderaktionen, Initiierung von Impulskäufen beispielsweise im Kassenbereich oder in stark frequentierten Durchgängen, Präsentation von Sortimentszusammenhängen wie beispielsweise Batterien in der Elektro- wie auch in der Uhrenabteilung oder Belegung freier Regalfläche.
Diese verkaufsfördernden Zweitplatzierungen werden den Herstellern teilweise gegen Bezahlung angeboten. Zweitplatzierungen werden oft mit Plakaten und ähnlichem werbeverstärkenden Zubehör versehen.